# Elenore
"Elenore" er en sang fra 1968 af det britiske rockband The Turtles.

## Hitlisteplacering
| Hitliste (1968)      | Højeste placering |
| -------------------- | ----------------- |
| US Billboard Hot 100 | 6                 |
| US Cash Box Top 100  | 5                 |
| Canadian RPM         | 4                 |
| UK                   | 7                 |
| Australien           | 3                 |
| New Zealand          | 1                 |

| Hitliste (1968)      | Placering |
| -------------------- | --------- |
| Canada               | 93        |
| UK                   | 68        |
| US Billboard Hot 100 | 80        |
| US Cash Box          | 64        |